# Anadolu Efes SK
Anadolu Efes Spor Kulübü (of simpelweg Anadolu Efes) is een professionele basketbalvereniging uit Istanboel, Turkije. Efes speelt zijn thuiswedstrijden in het Sinan Erdem Dome, dat 16.000 zitplaatsen telt. De clubkleuren zijn sinds oprichting altijd al blauw en wit gebleven.
Sinds 2011 is de club in bezit van de holding Anadolu Grup, wat ervoor zorgde dat de naam naar Anadolu Efes veranderd werd. Voorheen speelde de club onder de naam Efes Pilsen SK. Anadolu Efes heeft alleen een professioneel herenteam, geen damesteam.
Anadolu Efes is met zestienmaal landskampioen te worden, recordhouder geworden van het land. Hiernaast wist de club ook twaalfmaal de Turkse beker en dertienmaal de Turkse Supercup (Presidentsbeker) en drie Europese titels te winnen.
De club schreef geschiedenis door in het jaar 2000 en 2001 tweemaal achter elkaar de final-four te bereiken in de EuroLeague. Dit succes werd overtroffen door in 2019 de finale te bereiken, waarin er werd verloren tegen CSKA Moskou. Pas de eerstvolgende editie, in 2021, pakte Anadolu Efes voor de eerste keer in haar geschiedenis het kampioenschap van de EuroLeague, door FC Barcelona Bàsquet te verslaan in de finale. Een jaar later werd dit succes herhaald tegen Real Madrid. 
Hiermee is Anadolu Efes samen met Maccabi Tel Aviv en Olympiakos de enige club in de moderne EuroLeague (vanaf seizoen 2000-01) die de Europese titel in twee opeenvolgende seizoenen heeft gewonnen.

## Geschiedenis

### Oprichting
Efes Pilsen; een biermerk uit Turkije, nam in 1976 de in financieel moeilijke tijden verkerende Kadıköyspor over. In 1977-78 werd de club zonder één verliespartij kampioen van de tweede Turkse basketbaldivisie. Gelijk het seizoen erop (1978-79) werd Efes Pilsen SK kampioen van de hoogste Turkse basketbaldivisie (Türkiye Basketbol Ligi).
Efes Pilsen SK groeide de jaren hierna, vooral in de jaren 90, uit tot de grootste en meest succesvolle basketbalploeg uit Turkije. Zo won de club als enige Turkse club de Koraċ Cup, haalde de finale van de Europa Cup II en de Final Four van de EuroLeague en SuproLeague, en vertrokken er van alle Turkse ploegen de meeste spelers van Efes Pilsen SK naar basketbalverenigingen uitkomend in de NBA. Efes Pilsen heeft daarnaast van alle Turkse verenigingen de meeste officiële basketbalprijzen gewonnen. In 2019 was Anadolu Efes finalist van de EuroLeague. In 2021 en 2022 won de club de EuroLeague.

### Erelijst
| Internationaal        |     |                                                                                                |
| EuroLeague            | 2x  | 2021, 2022                                                                                     |
| Koraċ Cup             | 1x  | 1996                                                                                           |
| Nationaal             |     |                                                                                                |
| Landskampioen Turkije | 16x | 1979, 1983, 1984, 1992, 1993, 1994, 1996, 1997, 2002, 2003, 2004, 2005, 2009, 2019, 2021, 2023 |
| Turkse Beker          | 12x | 1994, 1996, 1997, 1998, 2001, 2002, 2006, 2007, 2009, 2015, 2018, 2022                         |
| Presidentsbeker       | 13x | 1986, 1992, 1993, 1996, 1998, 2000, 2006, 2009, 2010, 2015, 2018, 2019, 2022                   |

### Andere prestaties
- EuroLeague (finalist) (1): 2019
- EuroLeague (derde plaats) (2): 2000, 2001
- Saporta Cup (finalist) (1): 1993

## Bekende (oud-)spelers
- Mirsad Türkcan
- Hidayet Türkoğlu
- Mehmet Okur
- Slavko Vraneš
- Ibrahim Kutluay
- Will Solomon
- Ömer Onan
- Sasha Vujačić
- Stratos Perperoglou
- Vasili Karasjov